# Yasunobu Sekikawa
Yasunobu Sekikawa est un haltérophile japonais né le 21 mars 1980.